# Alessandro Striggio der Jüngere
Alessandro Striggio, genannt der Jüngere (* 1573 in Mantua; † 8. Juni 1630 in Venedig) war ein italienischer Dichter, Librettist und Diplomat. Er war der Sohn des Komponisten Alessandro Striggio des Älteren. Sein bekanntestes Werk ist das Libretto zu Claudio Monteverdis Oper L’Orfeo (1607).

## Leben
Er entstammte einer hochrangigen Familie aus Mantua, die Verbindungen zur Hofgesellschaft unterhielt. Seine Eltern waren der Madrigalist Alessandro Striggio und die Sängerin und Lautenistin Virginia Vagnoli. Von diesen erhielt er eine musikalische Ausbildung; urkundlich wurde er zuerst 1589 erwähnt als Instrumentalist im Orchester bei einer Festaufführung der Medici anlässlich einer Hochzeit. Striggio studierte zunächst Rechtswissenschaft und stand danach für 20 Jahre als politischer Beamter in Diensten der Gonzaga am Hof von Mantua, als Sekretär der Herzöge, als Botschafter in Mailand und 1628 als Kanzler. Schließlich wurde er in den Stand eines Marquis erhoben. Er erkrankte 1630 auf einer Reise in diplomatischer Mission an der Pest und starb in Venedig.

## Werk
Striggio behielt während seines gesamten Lebens sein Interesse an der Musik. Um die Mitte der 1590er-Jahre gab er die Gesamtausgabe der Kompositionen seines Vaters heraus. Mehrmals arbeitete er mit Claudio Monteverdi zusammen. Er war Mitglied der Accademia degli Invaghiti von Mantua, die Monteverdi mit der Komposition des L’Orfeo beauftragte. Striggio verfasste das Libretto zu dieser Oper nach dem Vorbild Ottavio Rinuccinis, der die Dichtung zu Jacopo Peris Euridice (1600) geschrieben hatte. 1608 schrieb er die Textbücher für zwei Opern Marco da Gaglianos. Die Zusammenarbeit und Korrespondenz mit Monteverdi erhielt Striggio aufrecht, nachdem der Komponist Mantua verlassen hatte, um in Venedig als Kapellmeister am Markusdom zu wirken. Wenigstens zwei weitere Libretti für ihn, zum verschollenen Lamento d’Apollo (um 1620) und zum Ballett Tirsi e Clori (1616), stammten von Striggio.